# ۸۷۱ (خورشیدی)
۸۷۱ هشتصد و هفتادمین سال هجری خورشیدی است.